# Лексикография
Лексикографията е науката, която се занимава с въпросите на списването на речници. Терминът произлиза от гръцките названия за дума (λέξη) и пиша (γράφειν). Като дял на лексикологията, лексикографията може фигуративно да се опише в някакъв смисъл като „приложна лексикология“, тъй като лексикологията дава теоретичните положения, на базата на които лексикографията съставя речниците.

## Видове речници
Според Хенри Бежоан „Речниците идват [при нас, читателите, ползващите ги] в повече варианти, отколкото могат изобщо да бъдат класифицирани в проста таксономия“ .

### Според обекта
В зависимост от обекта и подхода на описанието речниците се делят на две групи: енциклопедични и лингвистични.
Енциклопедиите са научно-справочни издания, които обясняват предмети, явления и понятия от природата и обществото, дават сведения за различни области на науката и техниката, съдържат максимално пълни справки за известни хора и произведения на изкуството, разказват за важни събития, местности, градове и страни.
От друга страна, в лингивистични речници се обяснява смисловата страна на думата, тълкуват се нейните значения, описват се граматичните признаци, определя се правопис, изговор, произход и съчетаемост на думата.

### Видове лингвистични речници
Съществуват два типа лингивистични речници: преводни и едноезични. В преводните речници думите от родния език се обясняват с думите на чуждия и обратното. Думите в едноезичните речници се обясняват и тълкуват с думите от родния език.

#### Тълковен речник
Тълковните речници показват значението, употребата, граматичните и фонетичните особености на думата. Всяка една дума заедно с всички свои значения, граматични и стилистични бележки и илюстрации, подредени в един абзац, образува речникова статия. Тя има заглавна дума (вакабула) и стилистични бележки (ремарки). Заглаваната дума представя основната форма на думата. При тълкуването на думата се използват следните дефиниции на значението: описателни (дават описание на най-съществените признаци на понятието), структурно-описателни (изясняват значението на думата с оглед на нейната словообразувателна основа), синонимни (значението на думата се тълкува със синоними), граматични (изясняват значението с оглед на словообразувателната и граматичната основа на думата) и дефиниции, които посочват при какви условия се употребява думата (използва се за тълкуване на многозначни думи или преносни значения). Използват се и различни квалификатори, които дават бележки за употребата на думата – каква част на речта е, принадлежност, актуалност, експресиван окраска.

##### Фразеологични речници
Дават описание и характеристика на фразеологичните единици – тяхното значение, произход, стилистични качества.

##### Синонимни речници
Синонимните речници отразяват синонимните връзки с думите. В тях синонимите се подреждат в определена последователност – общото значение, което обединява думите и диференциалните оттенъци. Най-напред се дават стилистично неутралните думи, след това думите, които са характерни за разговорната реч, след това синоними с ограничена и преносна употреба и накрая архаизми, неологизми, диалектни думи.

##### Речник на съкращенията
Този вид речник представлява сбор от различни съкращения, които се явяват в езика, и техните несъкратени варианти, като „и.т.н“ (тоест „и така нататака“).

##### Исторически речници
Представят лексиката от определена епоха. Дават указания как е звучала думата, какви значения и граматични особености е имала.

##### Етимологични речници
Дават информация за произхода на думите и техните първоначални значения. Съществуват два основни вида: речник на корените (изяснява произхода на корена) и словообразувателен речник (показва морфологичната структура на сродни и родствени думи).

##### Ономастични речници
Те са близки до диалектните и тълковните. Биват два вида: антропонимни – включват личните и фамилните имена и топонимни – дават етимологията на местните названия.

##### Честотни речници
Дават честотата на думите в езика. В тях думите се подреждат не по азбучен ред, а в зависимост от това, колко често се срещат в определени текстове. Те са предназначени за лингвистични изследвания. Помагат при изучаването на езиците – първо се овладяват думите с най-голяма честота.

##### Речник на чуждите думи
Заетите думи, влезли в широката употреба не се обясняват в този вид речници. Тълкуват се най-често екзотизми. По своя характер тези речници са тълковни.

##### Правоговорни и правописни речници
Те имат нормативен характер. Дават описание на правилния изговор и ударение, правилното образуване на формите, особености в произношението на звуковете в зависимост от мястото им в думата, бележки за разпространени грешки.

##### Диалектни речници
Различават се три вида диалектни речници: диференциални диалектни речници, в които се тълкуват само онези думи, които се отличават по форма и значение от книжовните; пълни диалектни речници, в които се описва цялото лексиклано богатство на даден говор, независимо дали съвпада или не с книжованта норма; общи диалектни речници – включват и представят лексиката от всички диалекти.

##### Обратни речници
Това е тип справочен речник. Думите в него се подреждат една под друга в азбучен ред по крайните и предшестващите ги букви. Това се прави, за да се съберат всички думи, които завършват на определена буква, имат едно и също окончание или са образувани с определен суфикс. Обратния речник е подобен на речника на римите, който се ползва от писатели.

##### Двуезичен речник
Със съставянето на двуезичните речници се занимава двуезичната лексикография .